# Croc: Legend of the Gobbos
Croc: Legend of the Gobbos (lub po prostu Croc) – gra platformowa rozwijana przez Argonaut Software i wydana przez Fox Interactive w 1997 na platformach: Game Boy Color, PlayStation, Sega Saturn i Windows. Kontynuacją gry jest Croc 2: Kingdom of the Gobbo’s.

## Rozgrywka
Croc to trzecioosobowa trójwymiarowa gra platformowa. Gracz kieruje krokodyl o imieniu Croc, który szuka sposobu, aby ocalić Gobbosy (małe futerkowe istoty z wielkimi oczami) przed Baronem Dante.
Rozgrywka toczy się na kilku wyspach, na których gracz musi znaleźć i ocalić jak najwięcej Gobbosów oraz pokonać bossa, a także jego sługusów, wrednych Dantini.
Gra jest liniowa i polega na przechodzeniu kolejnych etapów gry. Po przejściu każdego etapu istnieje możliwość odwiedzenia poprzednich, głównie w celu zebrania wszystkich brakujących Gobbosów, aby wypełnić opcjonalną misję ratunkową. Poziomy rozgrywki zorganizowane są w według pewnego schematu: Croc podczas swojej podróży odwiedza cztery różne wyspy, a każda z nich charakteryzuje się swoistym klimatem i posiada własny zestaw utworów muzycznych. Wyspy składają się zawsze z 10 etapów: sześciu „zwykłych”, w których gracz musi dotrzeć do gongu, by móc kontynuować przygodę, dwóch z udziałem bossów (którym pojawiają się po przejściu trzech „zwykłych” rund) oraz dwóch sekretnych, do których dostęp umożliwiany jest po tym, gdy w trzech poziomach „zwykłych” zostanie pokonany boss oraz są odnalezione wszystkie 18 Gobbos; celem na tych poziomach jest zebranie puzzla. Po zebraniu wszystkich ośmiu elementów układanki udostępniana jest piąta, sekretna wyspa, złożona z czterech poziomów bazujących na klimacie każdej z czterech wysp i piątego poziomu. W tym ostatnim celem gracza jest pokonanie kolejnego, dziewiątego bossa.
Podczas rozgrywki Croc może biegać, skakać, pływać i wspinać się po niektórych ścianach, a jego broń stanowią: atak ogonem oraz tzw. tąpnięcie, które wykonujemy poprzez dwukrotne wciśnięcie klawisza skoku. Ten ostatni manewr służy także do niszczenia pudełek, stanowiących znak rozpoznawczy serii. Przydatną zdolnością jest możliwość nagłej zmiany kierunku ruchu o 180 stopni jednym klawiszem, co znacznie ułatwia manewrowanie w świecie 3D. Croc może zbierać serduszka (dodatkowe życie), klucze oraz białe kryształy, które działają w sposób podobny do pierścieni znanych z serii przygód Sonica – gdy Croc nie ma kryształów, kontakt z wrogiem lub lawą skończy się utratą życia.
Choć pozornie gra jest prosta i nieskomplikowana, nabiera trudności wraz z przechodzeniem kolejnych etapów. Zwykłe stabilne platformy stają się małe i wąskie, rozpadają się, obracają lub na przemian rozciągają i kurczą. W jednym poziomie nawet cyklicznie odwracają się do góry nogami, raz ukazując podłogę, a raz ostre kolce. Gracz w trakcie rozgrywki wielokrotnie musi rozejrzeć się po okolicy w celu znalezienia np. klucza czy przełącznika potrzebnego do kontynuacji podróży. W grze nie brakuje przesuwania pudeł, lotów balonikami oraz jazdy na sterowalnych platformach. Przeciwnicy zwykle nie są zbyt wymagający i/lub trudni do uniknięcia. Zapis stanu rozgrywki możliwy jest tylko pomiędzy poziomami. Gdy Croc straci życie, rozpoczyna od początku poziomu lub od początku ostatniej lokacji.

## Fabuła
Rufus, król Gobbosów, zauważył w jeziorze kosz z małym krokodylkiem. Gobbosy postanowiły go przygarnąć, wychować oraz nauczyć podstaw walki. Po jakimś czasie w wiosce pojawia się Baron Dante z Dantiniami. Nienawidził on Gobbosów z powodu ich szczęśliwego życia. Słudzy Dantego porwały Gobbosy, a Baron Dante uwięził króla w klatce, w swoim zamku. Wcześniej jednak król uratował Croca, uderzając w magiczny ptasi gong. Dzięki niemu Croc został zabrany przez ptaka, by uratować przyjaciół.